# TK Blau-Weiss Aachen
Der Tennis-Klub Blau-Weiss 1962 e. V., wie er laut Satzung heißt, wird im Impressum als Tennis-Klub Blau-Weiss Aachen 1962 e. V. geführt und kurz als TK Blau-Weiss Aachen oder TK BW Aachen bezeichnet. Der Verein ist im Aachener Süden beheimatet. Im Jahre 1962  wurde er als dritter Aachener Tennisklub gegründet und hat über 700 Mitglieder, davon 210 Jugendliche.

## Sportstätten
In einer parkähnlichen Anlage mit altem Baumbestand sind acht Aschenplätze angelegt sowie ein Multifunktionskunstrasenplatz (Funcourt). 
Eine Traglufthalle mit zwei Feldern wird in der kälteren Jahreszeit von Anfang Oktober bis Ende März/Anfang April aufgebaut. Derzeit kann auch eine Tennishalle im nahegelegenen niederländischen Vaals genutzt werden. Der Bau einer eigenen festen Tennishalle mit mindestens vier Plätzen befindet sich in der Projektphase.

## Mannschaften
Der TK Blau-Weiss Aachen ist mit 41 Mannschaften, davon 19 Jugendteams, der mannschaftsstärkste Klub in der Region.
Die 1. Damenmannschaft stieg 2013 in die 2. Bundesliga auf und schaffte in dieser Saison auf Anhieb den Aufstieg in die 1. Bundesliga. 2016 verbrachte sie in der 2. Bundesliga und ist seit 2017 wieder in der 1. Bundesliga.
Die 1. Herrenmannschaft stieg ebenfalls 2013 in die 2. Bundesliga auf und startete 2016 erstmals in der 1. Bundesliga. 2018 verbrachte sie in der 2. Bundesliga. In der Saison 2019 spielte sie wieder in der 1. Bundesliga, da der TC Blau-Weiss Halle seine Mannschaft vom Spielbetrieb abmelden musste, weil der  Verluste schreibende Sponsor sein finanzielles Engagement beendete, und der TK Blau-Weiss als Zweitplatzierter der Nordgruppe ein besseres Matchverhältnis gegenüber dem TSV 1860 Rosenheim der Südgruppe hatte. Nach einem Jahr in der 1. Bundesliga stieg die Mannschaft aber wieder ab.